# Бангладеш на літніх Олімпійських іграх 2012
Бангладеш брав участь у літніх Олімпійських іграх 2012 у Лондоні, Велика Британія з 27 липня по 12 серпня 2012 року. Не завоював жодної медалі.

## Гімнастика

### Спортивна гімнастика
Чоловіки

## Плавання
Чоловіки
| Атлет           | Подія                     | Попередній заплив | Попередній заплив | Півфінал | Півфінал | Фінал | Фінал |
| Атлет           | Подія                     | Час               | Місце             | Час      | Місце    | Час   | Місце |
| --------------- | ------------------------- | ----------------- | ----------------- | -------- | -------- | ----- | ----- |
| Mahfizur Rahman | 100 метрів, вільний стиль |                   |                   |          |          |       |       |

## Стрільба
Жінки
| Атлет         | Подія                          | Кваліфікація | Кваліфікація | Фінал | Фінал |
| Атлет         | Подія                          | Очки         | Місце        | Очки  | Місце |
| ------------- | ------------------------------ | ------------ | ------------ | ----- | ----- |
| Sharmin Ratna | 10 метрів, пневматична рушниця |              |              |       |       |

## Стрільба з лука
Чоловіки
| Атлет                        | Подія                  | Відбірковий раунд | Відбірковий раунд | Раунд 1/64       | Раунд 1/32       | Раунд 1/16       | Чвертьфінали     | Півфінали        | Фінал            | Фінал |
| Атлет                        | Подія                  | Рахунок           | Відібраний атлет  | Суперник Рахунок | Суперник Рахунок | Суперник Рахунок | Суперник Рахунок | Суперник Рахунок | Суперник Рахунок | Місце |
| ---------------------------- | ---------------------- | ----------------- | ----------------- | ---------------- | ---------------- | ---------------- | ---------------- | ---------------- | ---------------- | ----- |
| Mohammed Emdadul Haque Milon | Індивідуальна стрільба |                   |                   |                  |                  |                  |                  |                  |                  |       |